# June Wayne

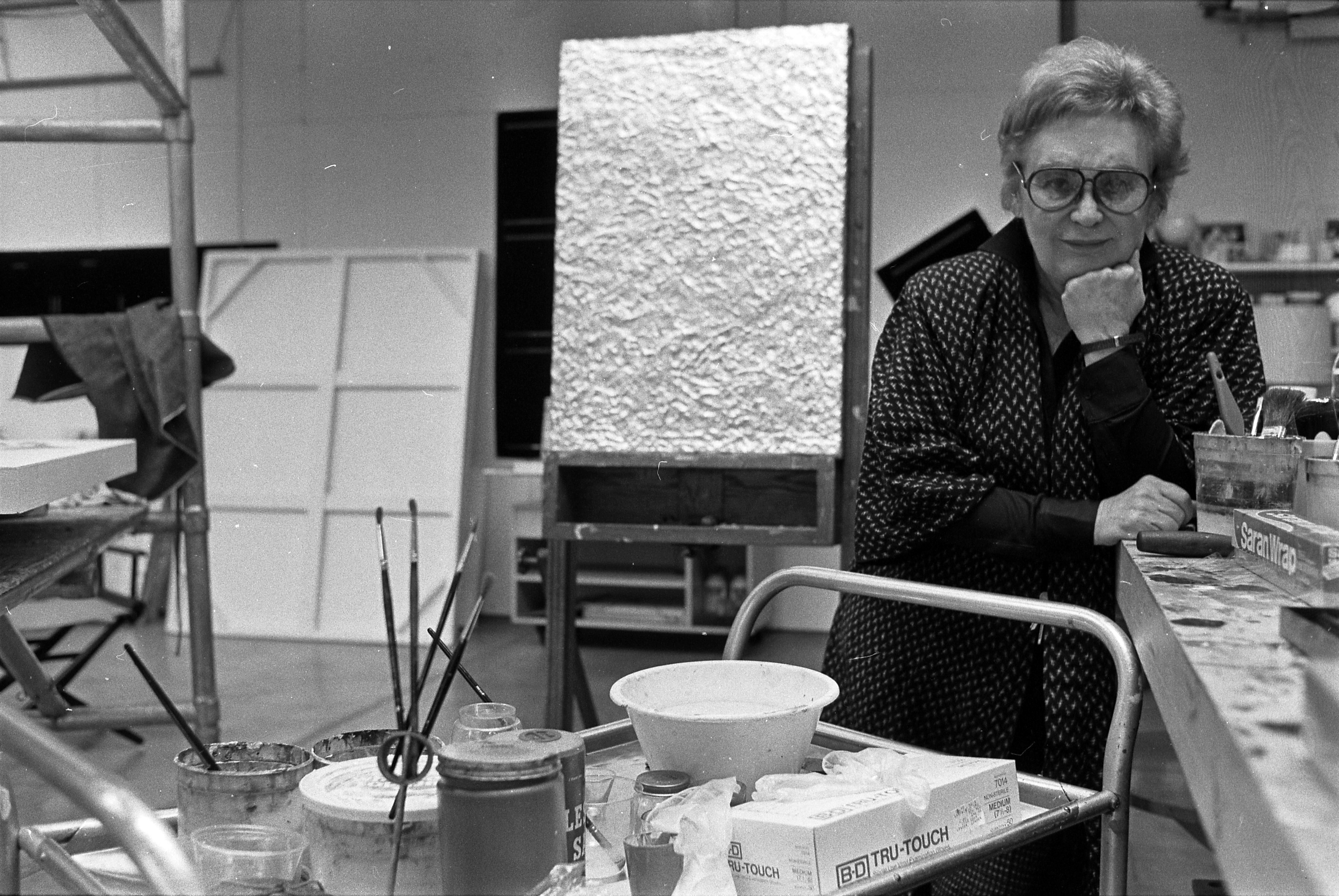
June Wayne (1984)

June Claire Wayne, geboren als June Claire Kline (* 7. März 1918 in Chicago; † 23. August 2011 in Hollywood), war eine US-amerikanische Malerin und Grafikerin. Mit der Gründung des Tamarind Lithography Workshops 1960 in Los Angeles trug sie zum Wiederaufleben der Kunstform Lithografie in den Vereinigten Staaten bei.

## Leben und Wirken
June Wayne wuchs bei ihrer Mutter Dorothy Alice Kline und ihrer verwitweten Großmutter in Chicago auf. Dorothy Kline stammte ursprünglich aus Russland und war als Kind in die USA immigriert. Nach einjähriger Ehe hatte sie sich von June Waynes Vater Albert Lavine scheiden lassen und verdiente seitdem als Handelsvertreterin für Korsetts ihren Lebensunterhalt. Sie sollte später ein beliebtes Motiv der Werke ihrer Tochter werden. Wayne entwickelte früh ein Interesse an Farben und optischen Effekten. Im Alter von neun Jahren begann sie eine illustrierte Ausgabe von Rubaiyat of Omar Khayyam zu malen, nach einer Übersetzung persischer Gedichte von Edward FitzGerald. Dieses Projekt führte sie über mehrere Jahre fort. Die Verbindung aus Malerei und Poesie wurde zu einem wiederkehrenden Thema ihrer künstlerischen Arbeit.
Wayne besuchte die Senn High School, brach die Schule jedoch mit 15 Jahren ab, um Künstlerin zu werden. Obwohl sie die Eingangsprüfung zu einem Studium an der University of Chicago bestand, entschied sie sich gegen den Collegebesuch. Stattdessen verließ sie ihr Elternhaus und suchte sich Arbeit in verschiedenen Fabriken. Trotzdem hielt sie Kontakt zu Wissenschaftlern und Künstlern am Campus, die sie unter anderem an die Werke Franz Kafkas und Beethovens heranführten.
1935 hatte Wayne in der Boulevard Galerie in Chicago ihre erste Einzelausstellung, wo sie unter dem Namen June Clair Aquarelle zeigte. Daraufhin wurde sie von der mexikanischen Behörde für öffentliche Bildung zu einer Ausstellung im Palacio de Bellas Artes eingeladen. Anschließend kehrte sie nach Chicago zurück. Von 1937 bis 1938 arbeitete sie in einer Galerie bei Marshall Field & Company, wo sie Bilder für Ausstellungen arrangierte und verkaufte. Im Jahr darauf nahm sie an einem Malprojekt der WPA teil und wurde Teil der Künstlerszene von Chicago. So war sie unter anderem mit Julio de Diego, Arthur Lidov, Sidney Loeb, Mitchell Siporin, Bernard Rosenthal und Emerson Woelffer befreundet.
1939 ging Wayne nach New York. Dort arbeitete sie als Modeschmuck-Designerin und gestaltete Schmuck für die Massenherstellung aus Metall, Holz, Leder, Glas und imitierten Edelsteinen. In ihrer Freizeit malte sie weiter und nahm an Gruppenausstellungen teil. 1941 heiratete sie den Militärarzt George Wayne, der kurz darauf im Zuge des Zweiten Weltkriegs zu einem Kriegseinsatz nach Burma geschickt wurde. Wayne, die im darauffolgenden Jahr an rheumatischem Fieber litt, hörte vorübergehend auf zu malen und zog nach Los Angeles. Dort besuchte sie die Caltech Art Center School und ließ sich im Bereich Production Illustration zertifizieren. Damit war es ihr möglich, Arbeit in der Luftfahrtindustrie zu finden, für die sie aus Blaupausen Zeichnungen anfertigte. 1943 ging sie nach Chicago, wo sie als Skriptautorin bei der Radiostation WGN arbeitete. 1944 kehrte ihr Mann aus Übersee zurück und im gleichen Jahr kam ihre gemeinsame Tochter zur Welt. Danach lebten sie auf verschiedenen Militärstützpunkten, bis George Wayne 1946 aus der Armee entlassen wurde und sie sich endgültig in Los Angeles niederließen.
Dort angekommen machte sich June Wayne in der kalifornischen Künstlerszene einen Namen. In ihren Bildern experimentierte sie mit optischen Effekten und Symbolen. Für ihre Arbeiten interessierte sich unter anderem Psychiater und späterer Kunstkritiker Jules Langsner (1911–1967), der sich zu dieser Zeit wie Wayne mit den Beziehungen zwischen Wissenschaft und Kunst auseinandersetzte. Wayne partizipierte ihrerseits von seinem kunsthistorischen Wissen und sie wurden Freunde. 1947 besuchte sie einen Grafik-Workshop bei Lynton Kistler (1897–1993) und vertiefte ihre Kenntnisse über die Technik der Lithografie. Es folgte eine kreative Schaffensphase mit zahlreichen Ausstellungen, wobei Wayne ihre Lithografien häufig in Zusammenarbeit mit Kistler erstellte. In seinem Atelier lernte sie den Künstler Clinton Adams kennen, der später ein Mitarbeiter in ihrem Workshop werden sollte.
Waynes erste Ausstellung nach elfjähriger Pause fand 1950 am Santa Barbara Museum of Art statt. Fast alle ausgestellten Werke – Gemälde, Lithografien und Konstruktionen – wurden verkauft. Ein Teil wurde danach als Leihgabe im Pasadena Art Museum ausgestellt, woraufhin die Los Angeles Times June Wayne 1952 zur „Woman of the Year“ kürte. 1957 ging sie nach Paris und arbeitete mit auf Drucktechniken spezialisierten Künstlern wie Marcel Durassier zusammen.

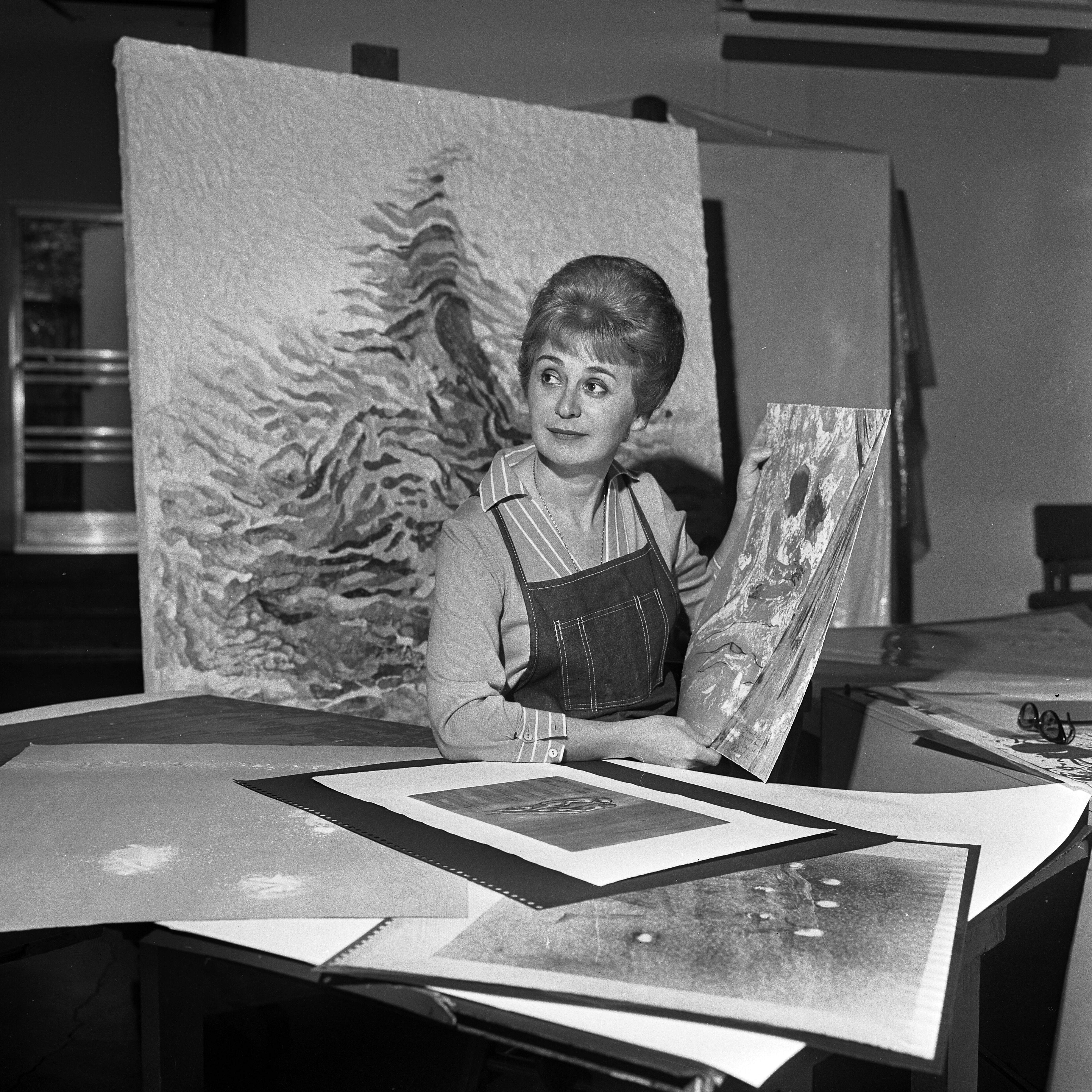
June Wayne in ihrem Tamarind Lithography Workshop (1965)

Anschließend zog Wayne in die Tamarind Street in Hollywood. 1960 gründete sie dort mit Hilfe der Ford Foundation den Tamarind Lithography Workshop, in dem sie ihr Wissen über Lithografie weitergab. Ihre Bemühungen sowie die ihrer Schüler, die zwei weitere Workshops eröffneten, führten zu einer Renaissance dieser Kunstform in den USA. Das Jahr 1960 war für Wayne gleichzeitig mit persönlichen Verlusten verbunden. Ihre Mutter und Großmutter starben und die Ehe mit George Wayne wurde geschieden. Sie behielt auch nach der Scheidung seinen Namen. In den folgenden zehn Jahren widmete sie sich der Leitung des Workshops und brachte selbst keine neuen Werke mehr auf den Markt. 1964 heiratete sie Arthur Henry Plone, der 2003 verstarb.
Anlässlich des 10. Jahrestags der Gründung des Tamarind Lithography Workshops produzierten Wayne und Terry Sanders im Sommer 1969 den Dokumentarfilm Four Stones for Kanemitsu. Darin demonstrieren Matsumi Kanemitsu und andere Künstler die Entstehung einer Vier-Farb-Lithografie. Der Film wurde auf der Jubiläumsfeier 1970 erstmals gezeigt und 1973 veröffentlicht. Im gleichen Jahr verklagte Sanders Tamarind und Wayne, weil sie es versäumt hatten, ihn in den Credits zu erwähnen. Daraus entwickelte sich ein zehn Jahre andauernder Rechtsstreit. 1974 wurde der Film für einen Oscar in der Kategorie Bester Dokumentar-Kurzfilm nominiert.
1970 gab Wayne die Leitung des Workshops ab, der inzwischen zum Tamarind Institute of the University of New Mexico umfirmiert hatte. Sie konzentrierte sich wieder auf ihr eigenes künstlerisches Werk und stellte regelmäßig aus. Neben Lithografien und Ölmalerei begann sie sich nun auch mit Bildteppichen zu beschäftigen. Sie engagierte sich außerdem für die Gleichberechtigung weiblicher Künstlerinnen und gab spezielle Seminare für Frauen.

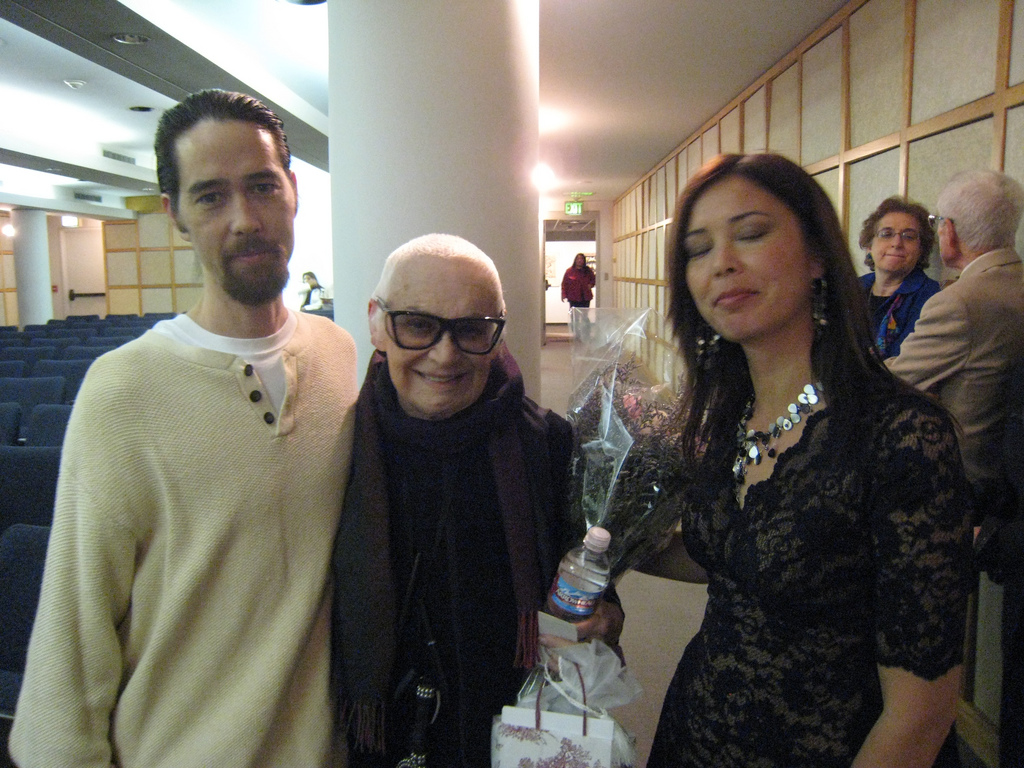
June Wayne (Mitte, 2008)

Von 2002 bis 2007 war Wayne Research Professor an der Mason Gross School of the Arts, einer Einrichtung der Rutgers University.
Wayne starb mit 93 Jahren nach langer Krankheit in ihrem Studio in der Tamarind Avenue in Hollywood. Ihr Nachlass befindet sich in der Bibliothek der University of California, Los Angeles.

## Werk
Zu Waynes Werk gehören Ölmalereien, Lithografien und Bildteppiche. Nachdem sie bis 1947 vorwiegend mit optischen Effekten experimentiert hatte, wurden ihre Arbeiten danach gegenständlicher. Sie ließ sich zunächst häufig von den Erzählungen Franz Kafkas inspirieren. Ihre Kafka Series enthält mit Cryptic Creatures (1948), The Cavern (1948) und The Chase (1949) sowohl Ölbilder als auch Lithografien wie The Hero (1949). In anderen Werken wie The Tunnel (Öl auf Leinwand, 1949) spiegelt sich ihr Alltagsleben in Los Angeles wider.
1958 fertigte Wayne in Paris gemeinsam mit Marcel Durassier unter dem Titel John Donne, Songs and Sonnets eine Reihe von Lithografien an, die Gedichte von John Donne illustrierten.
In den 1970ern schuf Wayne The Dorothy Series, eine Zusammenstellung von 20 Lithografien, die zu ihren bekanntesten Werken gehört. Waynes wählte ihre Mutter als Thema und verarbeitete Erinnerungsstücke wie Fotos, Briefe, Dokumente und Gebrauchsgegenstände.
Viele von Waynes Arbeiten haben einen Bezug zur Wissenschaft. Ein Beispiel ist die mit Dusty Helix (1970) beginnende 18-teilige Reihe von Lithografien, die DNA-Strukturen verbildlichen. Andere Bilder zeigen Atomkernspaltungen oder Elemente der organischen Chemie.
Werke von June Wayne befinden sich unter anderem in Sammlungen der Museen National Museum of Women in the Arts, Norton Simon Museum, Museum of Modern Art und Los Angeles County Museum of Art.

## Einzelausstellungen (Auswahl)
| - 1935: Boulevard Gallery, Chicago - 1936: Palacio de Bellas Artes, Mexico City, Mexico - 1950: Santa Barbara Museum of Art, Santa Barbara - 1950: San Francisco Museum of Art, Civic Center, San Francisco - 1952: Art Institute of Chicago, Chicago - 1953: Santa Barbara Museum of Art, Santa Barbara - 1953: Contemporaries Gallery, New York - 1954: Museum of La Jolla, La Jolla - 1956: MH De Young Museum, San Francisco - 1958: The Santa Barbara Museum of Art, Santa Barbara - 1959: Los Angeles County Museum of Art, Los Angeles - 1959: Long Beach Museum of Art, Long Beach - 1959: Philadelphia Art Alliance, Philadelphia - 1969: Far Gallery, New York - 1969: Cincinnati Art Museum, Cincinnati - 1970: Iowa Art Museum, University of Iowa - 1971: The Grunwald Center for Graphic Art, Frederick Wight Gallery, UCLA, Los Angeles - 1972: Gimpel-Weitzenhoffer Gallery, New York - 1973: Municipal Art Gallery, Barnsdall Park, Los Angeles - 1973: Van Doren Gallery, San Francisco - 1974: Armstrong Gallery, New York - 1975: La Demeura Gallery, Paris - 1975: Artemisia Gallery, Chicago - 1976: Van Doren Gallery, San Francisco - 1977: Palm Springs Desert Museum, Palm Springs | - 1977: June Wayne: A Solo Exhibition, Cypress College Fine Arts Gallery, Cypress - 1978: Montgomery Art Gallery, Pomona College - 1979: Museum of Art, Lyon - 1981: San Diego Museum of Art, San Diego - 1982: June Wayne: The Dorothy Series, The Grunwald Center for Graphic Art - 1982 Frederick Wight Gallery, UCLA, Los Angeles - 1982: The Jewish Museum, New York - 1982: The Crocker Museum, Sacramento - 1983: The San Jose Institute of Contemporary Art, San Jose - 1983: Before Tamarind, Tobey C. Moss Gallery, Los Angeles - 1984: Armstrong Gallery, New York - 1984: June Wayne: Miniatures, Tobey C. Moss Gallery, Los Angeles - 1985: Associated American Artist, New York - 1988: Associated American Artist, New York - 1988: The Fresno Art Museum, Fresno - 1997: June Wayne: A Retrospective, The Neuberger Museum of Art of Purchase College, State University of New York - 1997: June Wayne and the Cosmos: My Palomar, Solar Flares and Stellar Winds, New York Academy of Sciences und Binghamton University Art Museum - 1998: June Wayne: A Retrospective, Los Angeles County Museum of Art, Los Angeles - 1998: The Dorothy Series, Skirball Museum, Cincinnati - 1999: June Wayne: A Retrospective, Palm Springs Desert Museum, Palm Springs - 2003: June Wayne: Selected Graphics, * 1950–2000, Jane Voorhees Zimmerli Art Museum, New Brunswick - 2003: June Wayne: Lithographs * 1950–2000, Art Resources Transfer Gallery, New York - 2005: Shock Wave: The Art of June Wayne, Stedman Gallery, Camden - 2006: June Wayne, Pioneer Lithographer, Birmingham Museums & Art Gallery, Birmingham |

## Auszeichnungen (Auswahl)
- 1952: Woman of the Year, Los Angeles Times
- 1974: Nominierung für Oscar in der Kategorie Bester Dokumentar-Kurzfilm mit Four Stones for Kanemitsu
- 1991: International Women’s Forum Award
- 2007: Henry Hopkins Award
- 2009: Vision Award for Artistic Innovation, USC Roski School of Fine Arts Award
- 2010: Lee Krasner Awards, Hollywood Charlie Award
- Ehrendoktor der Künste von folgenden Hochschulen: International College, Los Angeles and London (1976); The Atlanta College of Fine Arts (1988); California College of Arts and Crafts, San Francisco (1988); Moore College of Art and Design, Philadelphia (1991); Rhode Island School of Design, Providence RI (1994) und Rutgers University, New Brunswick (2005)